# Larkhall
Larkhall (in Scots: Larkhauch; in gaelico scozzese: Taigh na h-Uiseig) è una cittadina di circa 15.000 abitanti della Scozia meridionale, facente parte dell'area di consiglio dell'Lanarkshire Meridionale (South Lanarkshire) e situata nella valle del fiume Clyde.

## Geografia fisica
Larkhall si trova a circa 14 miglia a sud-est di Glasgow.

## Monumenti e luoghi d'interesse

### Architetture religiose

#### Chiesa di San Machan
Principale edificio religioso di Larkhall è la chiesa parrocchiale dedicata a San Machan, la cui costruzione risale al 1825..

### Architetture civili

#### Chatelherault Country Park
Altro luogo d'interesse è il Chatelherault Country Park, una tenuta realizzata nel 1732 e ora adibita a centro informativo per i visitatori..

#### Broomhill House
Altro edificio d'interesse è la Broomhill House, che, secondo la leggenda, sarebbe infestata da un fantasma denominato la "Dama Nera" (Black Lady).

## Società

### Evoluzione demografica
Al censimento del 2011, Larkhall contava una popolazione pari a 15.019 abitanti
La località ha conosciuto un decremento demografico rispetto al 2001, quando contava una popolazione pari a 15.540 abitanti.

## Sport
- Larkhall Thistle Football Club, squadra di calcio, club fondato nel 1878[6]
- Larkhall Athletic Football Club, squadra di calcio, club fondato nel 1892[7]